# Pseudoporatia perplexa
Pseudoporatia perplexa är en mångfotingart som beskrevs av Sergei I. Golovatch 1999. Pseudoporatia perplexa ingår i släktet Pseudoporatia, klassen dubbelfotingar, fylumet leddjur och riket djur. Inga underarter finns listade i Catalogue of Life.